# Lavilledieu
Lavilledieu település Franciaországban, Ardèche megyében. Lakosainak száma 2248 fő (2022. január 1.). Lavilledieu Aubenas, Lussas, Mirabel, Saint-Didier-sous-Aubenas, Saint-Germain és Vogüé községekkel határos.

## Népesség
A település népességének változása:
| Lakosok száma | 640  | 930  | 1264 | 1752 | 2003 | 2071 | 2122 | 2226 | 2230 | 2248 |
|               | 1968 | 1982 | 1990 | 2006 | 2013 | 2015 | 2017 | 2019 | 2020 | 2022 |